# Thomas Roth
Thomas Marco Roth (Rio de Janeiro, 28 de dezembro de 1951) é um publicitário, produtor musical, compositor e cantor brasileiro. Trabalhou como jurado em vários programas de calouros do SBT, como Ídolos (nas duas primeiras temporadas), Qual é o Seu Talento? e Astros.

## Discografia

### Créditos de produção
| Artista        | Ano  | Álbum           | Detalhes                                     |
| -------------- | ---- | --------------- | -------------------------------------------- |
| Elis Regina    | 1976 | Falso Brilhante | Compositor ("Quero")                         |
| Elis Regina    | 1980 | Elis            | Compositor ("Nova Estação")                  |
| Roupa Nova     | 1981 | Roupa Nova      | Compositor ("Canção de Verão" e "Voo Livre") |
| Ronnie Von     | 1984 | Ronnie Von 8    | Compositor ("Cachoeira")                     |
| Placa Luminosa | 1988 | Placa Luminosa  | Compositor ("Fica Comigo")                   |